# Tiergarten Falkenstein
Koordinaten: 50° 28′ 42,5″ N, 12° 22′ 16,7″ O
Der Tiergarten Falkenstein wurde 1953 unter dem Namen Station junger Forscher gegründet. Er ist ein ganzjährig geöffneter Zoo der Stadt Falkenstein/Vogtl. auf ca. 2 Hektar Fläche.

## Tierbestand
Der Tiergarten liegt im Herzen des Vogtlandes. Er beherbergt etwa 60 Arten aus unterschiedlichen Herkunftsländern. Zum Bestand gehören unter anderem Weißbüschelaffen, Schneeeulen, Luchse, Nasenbären, Präriehunde und Nilflughunde. Außerdem befindet sich auf dem Gelände eine Känguruanlage und ein kleines Tropenhaus, das 1997 eröffnet wurde. Das größte Gehege stellt die Schwarzbären Anlage dar. Im Tiergarten leben weiterhin Stachelschweine, Emus, Lamas, Poitou-Esel und Trampeltiere. Rund um eine alte Bauernscheune findet man außerdem einige große und kleine Haustierrassen. Ein Streichelzoo mit Ziegen ist auch vorhanden. Seit September 2022 ergänzt ein "digitaler Tiergartenrundgang" die Beschilderung der Tiergehege. Mit dem Audioguide werden wissenswerte Informationen in liebevoll verpackten Geschichten zu den jeweiligen Tierarten erzählt. Im Eingangsgebäude befindet sich ein kleines Café mit Außenterrasse. Zugang und Tiergartengelände sind barrierefrei angelegt.
Überregional bekannt wurde der Tiergarten durch den Brillenkaiman Sammy. Das Krokodil hat sich 1994 beim gemeinsamen Baden mit seinem Besitzer am Straberg-Nievenheimer See in Dormagen von seiner Leine gerissen und sorgte für tagelanges Aufsehen. Sammy lebte nach Beendigung seiner Flucht bis 2006 im Tropenhaus des Tiergartens Falkenstein.